# Fairchild Metro
Il Fairchild Metro, precedentemente designato Swearingen Metroliner, è un bimotore turboelica di linea regionale ad ala bassa sviluppato dall'azienda statunitense Sino Swearingen Aircraft Corporation (SSAC) nei tardi anni sessanta e successivamente prodotto, oltre che dalla stessa, dalla statunitense Fairchild Aircraft dopo che ne acquisì la proprietà.
Sviluppo ingrandito del precedente Business jet Swearingen Merlin, rimase in produzione nelle sue varie versioni fino al 2001 fungendo da base di sviluppo per il Fairchild C-26 Metroliner, variante specificatamente progettata per uso militare. Utilizzato da numerose compagnie aeree regionali e aeronautiche militari mondiali, queste ultime essenzialmente nel ruolo di aereo da trasporto VIP, è attualmente ancora in servizio.

## Varianti

### Civili
Metro
Metro II
Merlin IVA
Metro III
Merlin IVC
Metro 23
Metro 23EF

### Militari

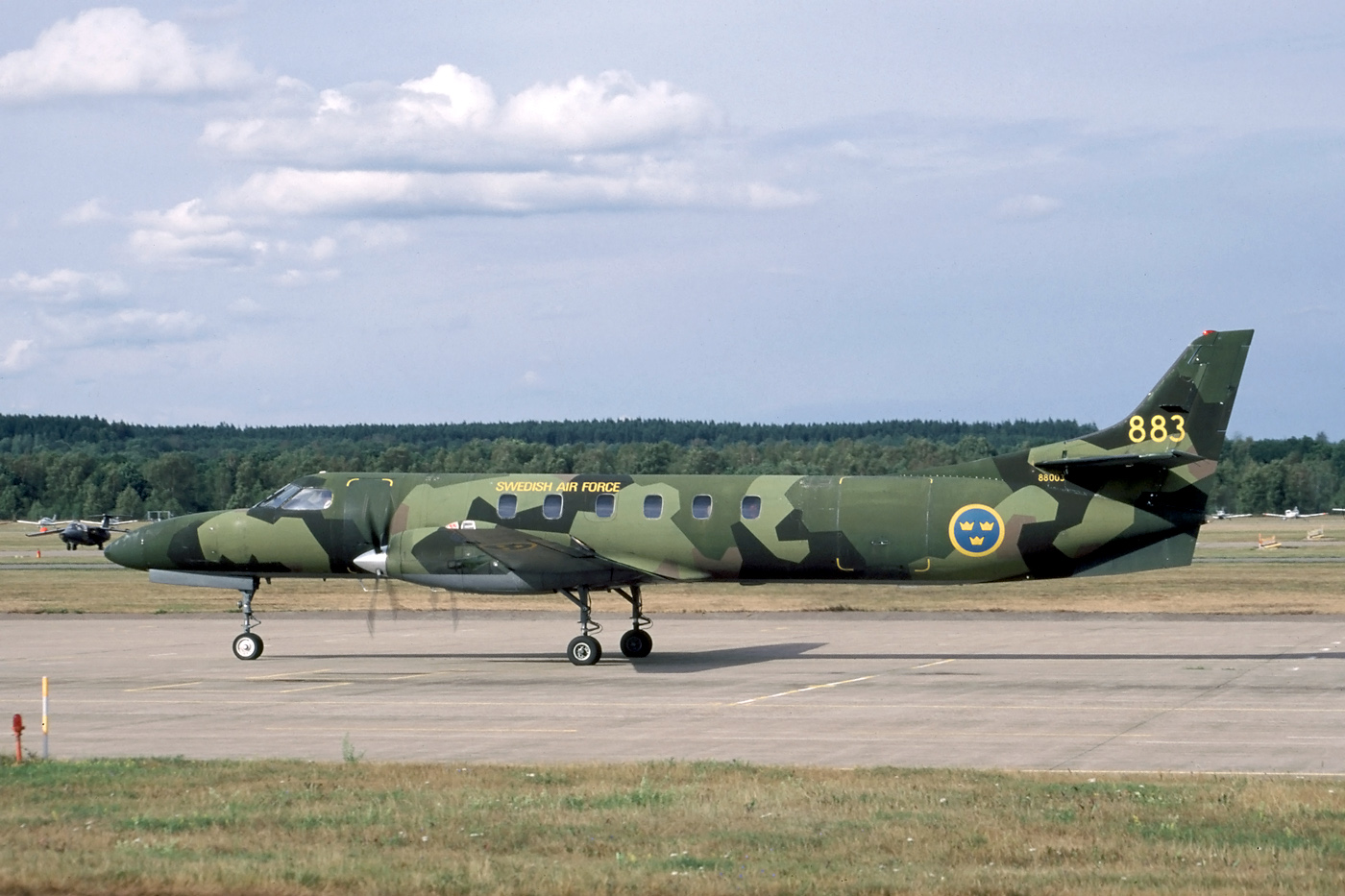
Fairchild Swearingen Metro, Svenska Flygvapnet

C-26 Metroliner
versione destinata alle US Armed Forces.
Tp88 - Metro III
designazione della versione da trasporto VIP commissionata dalla Svenska Flygvapnet, l'aeronautica militare svedese, realizzata in un solo esemplare.

## Utilizzatori

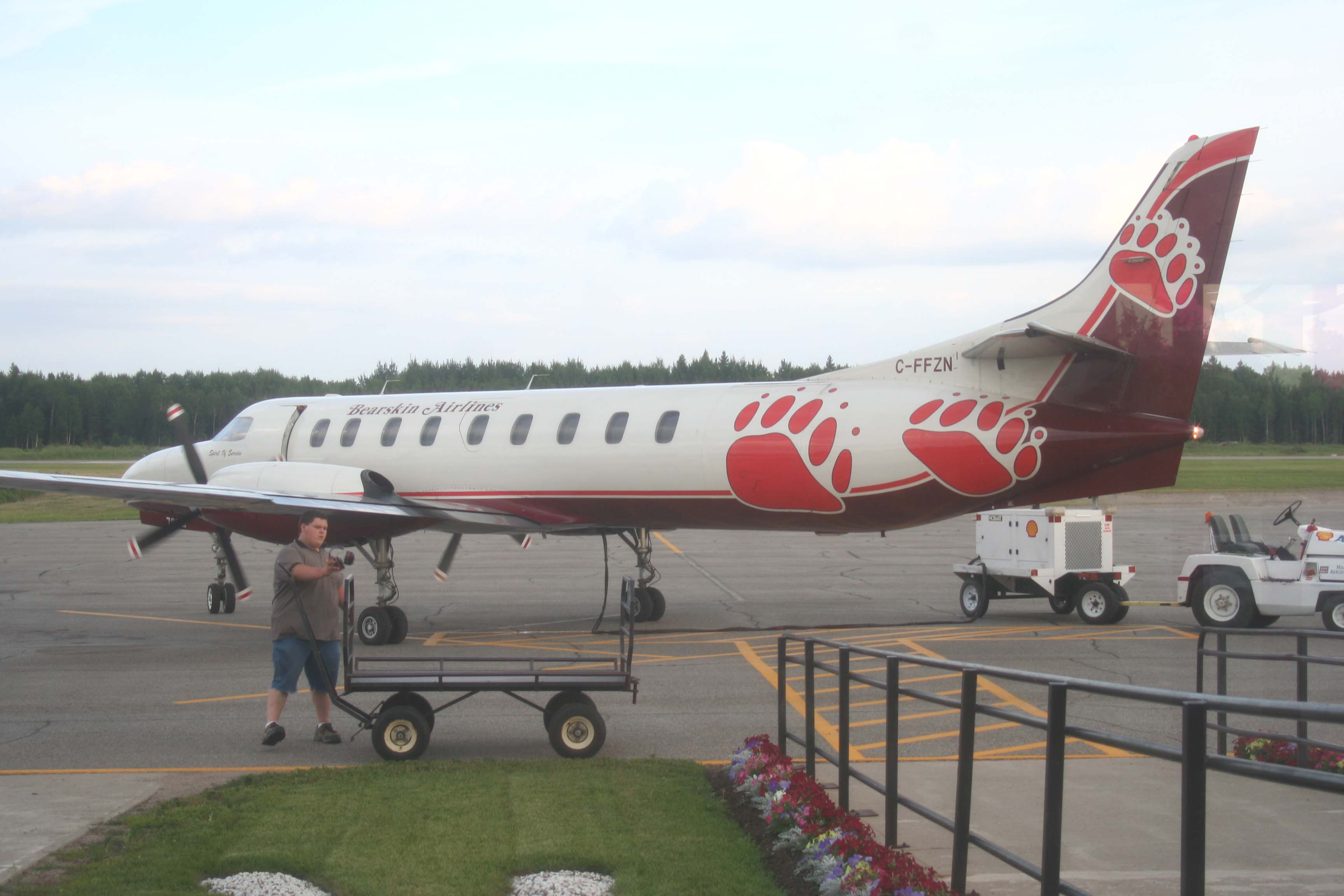
Il Metroliner C-FFZN SA227-AC della compagnia aerea canadese Bearskin Airlines che opera dall'aeroporto di Red Lake, Ontario, Canada, c. 2007

### Civili
Alla data di luglio 2010 risultavano in servizio di linea 342 esemplari tra tutte le varianti dei modelli Fairchild Metro e Merlin. I principali operatori a quella data erano:
- Aerocon (8)
- Aeronaves TSM (20)
- Aeronova (5)
- Air Cerberus (7)
- Airwork (5)
- Ameriflight (44)
- Bearskin Airlines (14)
- Berry Aviation (8)
- BinAir (9)
- Carson Air (15)
- Hardy Aviation (5)
- IBC Airways (7)
- Key Lime Air (19)
- Landmark (9)
- LC Busre (6)
- Merlin Airways (5)
- Pel-Air (13)
- Peninsula Airways (5)
- Perimeter Aviation (21)
- Sharp Airlines (5)
- Skippers Aviation (5)
- Sunwest Aviation (6)
- Toll Aviation (10)
- Western Air (8)

A quella data circa altre 55 compagnie aeree risultavano operare con un numero inferiore di esemplari.

### Militari
Argentina
- Fuerza Aérea Argentina
- Ejército Argentino

6 Merlin consegnati ed in servizio al novembre 2018.
 Australia
- Royal Australian Air Force

diversi Metro II sono utilizzati come strumenti didattici per istruire il personale tecnico aeronautico in servizio nell'Australian Defence Force (ADF), le Forze armate australiane. Pur essendo di proprietà RAAF non risultano utilizzati in operazioni in volo nel servizio in ADF.
 Belgio
- Componente aerea dell'armata belga

 Colombia
 El Salvador
- Fuerza Armada de El Salvador

 Messico
 Perù
- Fuerza Aérea del Perú

4 C-26B Metroliner ceduti dagli Stati Uniti nel 2005.
 Sudafrica
- South African Air Force
  - No. 21 Squadron SAAF

 Svezia
- Svenska Flygvapnet

 Thailandia
- Kongthap Akat Thai

 Trinidad e Tobago
 Venezuela